# Renault Type B
La Type B era una piccola autovettura prodotta nel 1900 dalla Casa francese Renault.

## Storia e profilo
La Type B fu prodotta nel solo anno 1900, e può definirsi una variante confortevole della Type A. Rispetto a quest'ultima, infatti, la Type B aveva una carrozzeria chiusa per proteggere gli occupanti dalle intemperie e aveva come sospensioni quattro molle per assorbire meglio le asperità del terreno. Il telaio era lo stesso della Type A, ma su quest'ultimo fu montato un nuovo motore monocilindrico da 450 cm³ in grado di erogare 3 CV e di spingere la vetturetta a una velocità massima di 35 km/h. Il cambio era a tre marce, ed era modificato in maniera tale da essere meno rumoroso e di disturbare gli occupanti il meno possibile.
La Type B ha un primato: oltre a essere la seconda vettura prodotta da Louis Renault, fu anche una delle prime vetture della storia con carrozzeria chiusa.